# 제임스 래슬스

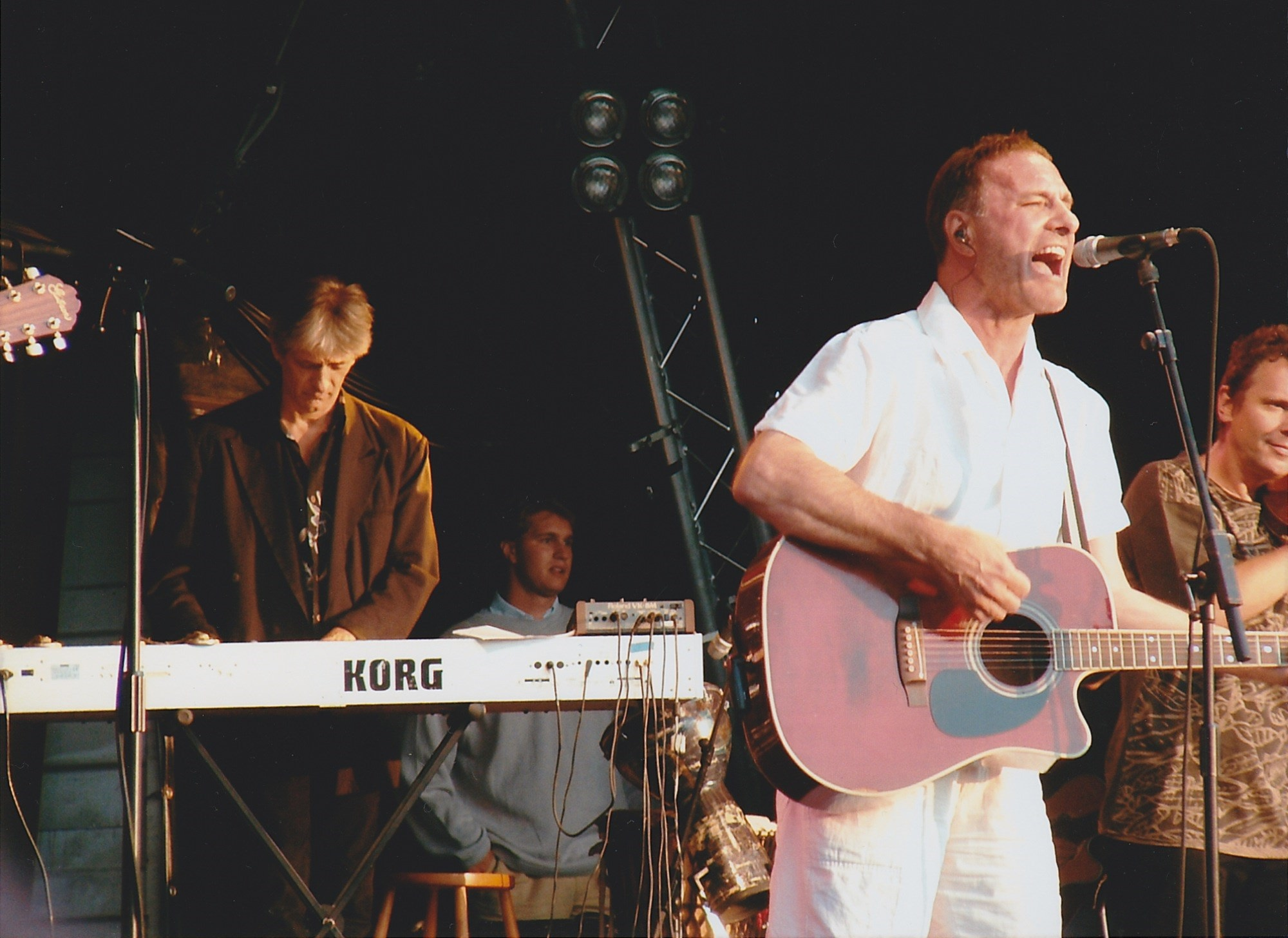
제임스 래슬스

제임스 에드워드 래슬스(영어: James Edward Lascelles, 1953년 10월 5일 ~ )는 영국의 음악가로, 제7대 헤어우드 백작과 그의 첫 번째 부인 마리온의 둘째 아들이다. 래슬스는 찰스 3세의 사촌이다.